# نیروگاه هسته‌ای بوگی
نیروگاه هسته‌ای بوگی (به فرانسوی: Centrale nucléaire du Bugey) یک نیروگاه هسته‌ای در فرانسه است که در سن-وولبا واقع شده‌است.